# Шехерезада (Римски-Корсаков)
Шехерезада (на руски: Шехераза́да), опус 35, е симфонична сюита композирана от Николай Римски-Корсаков през 1888 година, базирана на „Хиляда и една нощ“, позната също като „Арабски нощи“. Тази оркестрална композиция комбинира два много типични елемента от руската музика, характерни в частност за музиката на Римски-Корсаков: ослепителна, пъстра оркестрация и ориентализъм. Ориентът присъства в историята на Руската Империя. Името „Шехерезада“ е на главната героиня-разказвач от „Хиляда и една нощи“. Счита се за най-популярната творба на Римски-Корсаков.
Първото изпълнение на творбата се е състои на 22 октомври 1888 г. в Петербург под диригентството на автора.